# República Popular de Polònia
La República Popular de Polònia (polonès: Polska Rzeczpospolita Ludowa, PRL) va ser el nom oficial de Polònia entre 1952 i 1990. Encara que els comunistes van prendre el control del país immediatament després de l'alliberament de l'Alemanya Nazi el 1944, el nom de l'estat no va canviar fins a 8 anys després.
Tot i que la República Popular de Polònia era un estat sobirà tal com es defineix en el dret internacional, els seus líders eren aprovats en darrera instància pel Kremlim. Alineaven les seves polítiques amb les de Moscou, fent de la República Popular de Polònia un estat satèl·lit membre del Bloc Oriental, pràcticament subordinat a la Unió Soviètica. Els soviètics tenien una gran influència tant en els afers interiors com exteriors, i les tropes de l'Exèrcit Roig van estar sempre estacionades a Polònia (500.000 homes el 1945; entre 120.000 i 150.000 fins al 1955 i només 40.000 fins al 1989). El 1945, els generals i els consellers soviètics formaven el 80% del quadre oficial del Wojsko Polskie. El Partit Obrer Unificat Polonès esdevingué el partit polític dominant, fent de la República Popular de Polònia un estat socialista.

## Història

Manifest del "Comitè Polonès d'Alliberament Nacional", el "certificat de naixement" de la República Popular de Polònia

A la Conferència de Ialta al febrer de 1945, Stalin va ser capaç de presentar-se als seus aliats occidentals, Franklin Roosevelt i Winston Churchill amb un fet consumat a Polònia. L'Exèrcit Roig havia ocupat el país, i els seus agents comunistes controlaven l'administració. La Unió Soviètica estava en procés d'incorporar les zones de la Polònia Oriental que havia ocupat entre 1939 i 1941. En compensació, l'URSS cediria a Polònia tots els territoris alemanys de Pomerània, Silèsia i Brandenburg a l'est de la Línia Oder-Neisse, a més de la meitat meridional de la Prússia Oriental. Stalin estava decidit que el nou govern polonès esdevingués una eina per a ell per fer de Polònia un estat titella controlat pels comunistes. Stalin tenia una difícil relació amb el govern polonès a l'exili de Londres, però per apaivagar a Roosevelt i a Churchill acorda a Ialta que es formaria un govern de coalició. Els comunistes mantenien una majoria en els llocs clau d'aquest nou govern, i amb el suport soviètic ben aviat van adquirir el control total de tot el país, guanyant totes les eleccions. Els seus adversaris, encapçalats per Stanisław Mikołajczyk, només van aconseguir una victòria, però va ser substancial: Polònia mantindria el seu status com a estat independent, contrariant el plans d'alguns comunistes influents com Wanda Wasilewska, que es mostraven a favor que Polònia esdevingués una nova república de la Unió Soviètica. Aquesta important victòria, això no obstant, va ser la darrera, car els comunistes, per tal d'assegurar-se el poder, començaren una persecució política de tota l'oposició. Molts dels seus adversaris van decidir abandonar el país, i els que es van quedar van haver de fer front a judicis preparats i a sentències de molts anys de presó o a ser executats.
Al juny de 1946, se celebrà el referèndum "3 cops SI" sobre diverses qüestions (l'abolició del Senat de Polònia, una reforma de la terra i fer de la Línia Oder-Neisse la frontera occidental de Polònia. El Ministeri de l'Interior controlat pels comunistes presentà uns resultats segons els quals totes tres consultes havien estat aprovades majoritàriament. Entre el referèndum i les eleccions parlamentàries celebrades el gener de 1947, l'oposició va ser objecte d'una persecució despietada; i s'evità que diversos candidats de l'oposició poguessin fer campanya. El partit Polskie Stronnictwo Ludowe (PSL) va ser objecte d'una dura persecució, car s'havia oposat a l'abolició del Senat com a prova de força contra el govern. Tot i que havia recolzat les altres dos consultes, el govern dominat pels comunistes titllà el PSL de "traïdors".
Aquesta repressió va ser supervisada pel cap del Partit Obrer Polonès, Władysław Gomułka. Va ser recolzat pel president provisional, Bolesław Bierut, però Gomułka mai no recolzà el control de Stalin sobre els socialistes polonesos, i ben aviat va ser reemplaçar com a líder del Partit pel més flexible Bierut.
Llavors, Bierut va prendre avantatge d'una fuga al Partit Socialista Polonès. Una facció, que incloïa al Primer Ministre Edward Osóbka-Morawski, volia unir forces amb el Partit dels Camperols i formar un front unit contra els comunistes. Una altra facció, encapçalada per Józef Cyrankiewicz, va proclamar que els socialistes recolzarien als comunistes per portar a terme un programa socialista, mentre que s'oposaven a la imposició d'un mandat d'un únic partit. Les hostilitats polítiques de preguerra van continuar influenciant les decisions, i Mikołajczyk no va poder formar un front unit amb els socialistes; mentre que els comunistes seguien jugant amb aquestes divisions acomiadant a Osóbka-Morawski i fent a Cyrankiewicz Primer Ministre.
Els resultats de les eleccions donar al Bloc Democràtic, dominat pels comunistes (el PPR, la facció de Cyrankiewicz del PPS; i el Partit Democràtic) amb un 80,1% dels volts, un resultat excessivament alt que només podrien haver obtingut mitjançant un frau massiu. Els Comunistes i els seus aliats van obtenir 394 escons, per només 28 del PSL. Mikołajczyk dimití immediatament i fugí al Regne Unit a l'abril abans d'haver d'encarar la detenció. A partir d'aquest moment, Polònia es va convertir de-facto en un satèl·lit soviètic, si bé no va transformar-se en la República Popular de Polònia fins a l'adopció de la Constitució de 1952.
El 1948, els Comunistes van consolidar el seu poder, fusionant-se amb la facció del PPS de Cyrankiewicz per formar el Partit Obrer Unificat Polonès (conegut a Polònia com "el Partit"), que monopolitzaria el poder polític polonès fins al 1989. El 1949, el Mariscal soviètic Konstantin Rokossovsky esdevingué el Ministre de Defensa Nacional polonès, amb el títol afegit de Mariscal de Polònia, i al 195 va ser vicepresident del Consell de Ministres. En els anys següents, la indústria privada va ser nacionalitzada, la terra va ser requisada als terratinents de preguerra i redistribuïda entre els camperols, i milions de polonesos van ser transferits dels territoris perduts a l'est a les noves regions adquirides d'Alemanya. Polònia havia de ser construïda en un model soviètic de "democràcia popular" i en una economia socialista planificada centralment. El govern també s'embarcà en la col·lectivització de l'agricultura, si bé el ritme va ser més lent que en altres satèl·lits soviètics. Polònia restà com l'únic país del bloc soviètic on els camperols dominaven individualment l'agricultura.

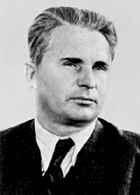
Edward Osóbka-Morawski
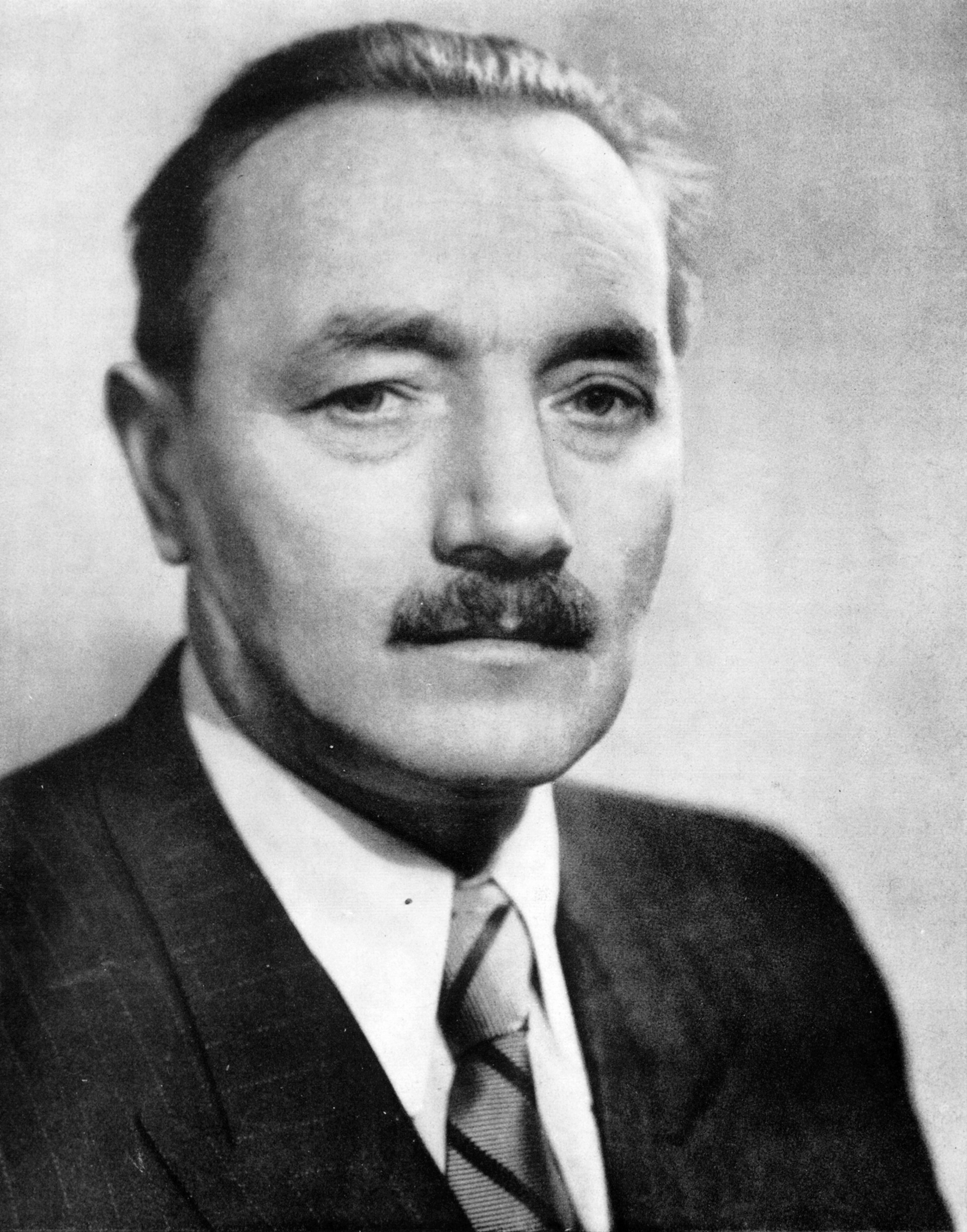
Bolesław Bierut
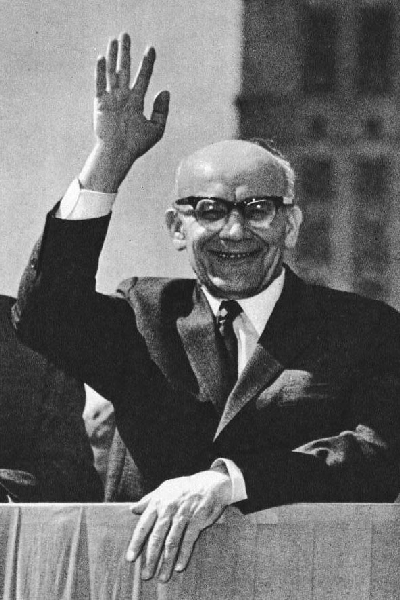
Władysław Gomułka
Edward Ochab

Bierut va morir al maig de 1956, sent reemplaçat per Edward Ochab. Al juny, els treballadors de la ciutat de Poznań (Posen) van declarar-se en vaga. Van començar a escoltar-se veus al Partit i entre els intel·lectuals exigint una reforma del sistema estalinista. De manera eventual, el poder passà a Gomułka, que havia substituït a Bierut com a líder del Partit. La línia dura estalinista va ser retirada del poder, i molts oficials soviètics que servien a l'Exèrcit Polonès van ser retirats. Tots aquests fets van marcar el final de l'era estalinista. En canvi, a mitjans de la dècada de 1960, el vel reformista de Gomułka feia temps que havia caigut, i Polònia començà a tenir dificultats econòmiques, a més de les polítiques.

### Dècada de 1970
La nova etapa de la història polonesa començà al desembre de 1970. El govern de Gomułka havia decidit apuntalar l'economia anunciant de sobte uns increments massius en els preus dels productes bàsic. Les protestes violentes resultants van acabar amb diversos morts. També forçà un altre gran canvi al govern, amb Gomułka sent substituït per Edward Gierek com a nou Primer Secretari. El pla de Gierek per a la recuperació estava centrat en una importació massiva, principalment des dels Estats Units i Alemanya Occidental, per reequipar i modernitzat la indústria polonesa, així com importa béns de consum per donar als treballadors algun incentiu.

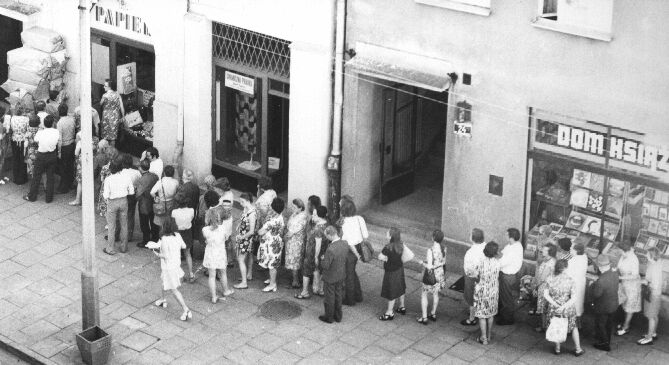
Cua esperant per entrar en una botiga, una imatge típica de la Polònia a les dècades de 1950 i 1980.

Si bé aquestes mesures van impulsar l'economia polonesa, i encara avui són recordades com "l'Era d'Or" de la Polònia Socialista, la repercussió òbvia en forma d'un gran deute encara és percebut en la Polònia actual. Aquesta Era d'Or acabà amb la Crisi del petroli del 1973. El fracàs del govern de Gierek, tant en el camp econòmic com polític, va comportar ben aviat la creació d'una oposició en forma de sindicats, grups d'estudiants, diaris i publicacions clandestines, la importació de llibres i diaris i, fins i tot, una universitat volant.
Enmig d'aquesta situació, el 16 d'octubre de 1978, Polònia experimentà el que molts polonesos van creure que era literalment un miracle. L'Arquebisbe de Cracòvia, Cardenal Karol Wojtyła, va ser elegit papa, prenent el nom de Joan Pau II. L'elecció d'un Papa polonès va tenir un efecte electrificant en la que havia estat, fins i tot sota el mandat comunista, una de les nacions d'Europa més devotament catòliques. Quan el nou Papa va visitar Polònia al juny de 1979, mig milió de persones el van escoltar a Varsòvia. Joan Pau II no va fer una crida a la revolta, sinó que encoratja la creació d'una Polònia alternativa d'institucions socials independents del govern, per tal que, quan arribés la nova crisi, la nació pogués presentar un front unit.

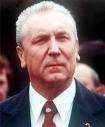
Edward Gierek
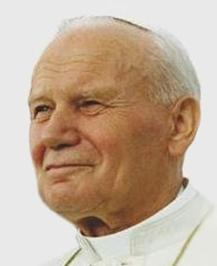
Joan Pau II

### Dècada de 1980
Una nova onada de vagues va afeblir el govern de Gierek, i al setembre Gierek, amb estat fràgil de salut, va ser finalment retirat del seu càrrec i substituït per Stanisław Kania com a líder del Partit. Però Kania va ser incapaç de trobar una resposta a la ràpida erosió del suport al comunisme a Polònia. L'agitació dels treballadors va fer que es formés el sindicat independent Solidarność (Solidaritat) al setembre de 1980, originalment encapçalat per Lech Wałęsa. De fet, Solidaritat es convertí en un ampli moviment anticomunista que comprenia gent associada a l'Església Catòlica a membres de l'esquerra anti-socialista. Cap a la fi de l'any 1981, Solidaritat tenia 9 milions de membres (un quart de la població polonesa i 3 vegades els membres del POUP). Kania dimití a causa de la pressió soviètica a l'octubre, sent substituït per Wojciech Jaruzelski, que havia estat ministre de defensa des de 1968 i Premier des de febrer.
El 13 de desembre de 1981, Jaruzelski proclamà la llei marcial, suspengué Solidaritat i empresonà temporalment a la majoria dels seus líders. Aquesta persecució de Solidaritat va ser vista causada per la por a una intervenció soviètica (veure Reacció soviètica a la crisi polonesa de 1980-1981) i, finalment, el govern prohibí Solidaritat el 8 d'octubre de 1982. El juliol de 1983 s'aixecà formalment la llei marcial, encara que els controls sobre les llibertats civils i la vida política o el racionament del menjar continuarien vigents durant tota la dècada. Jaruzalski abandonà el càrrec de primer ministre el 1985 i esdevingué President del Consell d'Estat.
Aquestes accions no van evitar que Solidaritat guanyés més suport i poder. Erosionà el domini del POUP, que el 1981 perdé aproximadament 85.000 dels seus 3 milions de membres. Encara que durant la primera meitat de la dècada de 1980 Solidaritat només era una organització clandestina, al final de la dècada era suficientment forta com per frustrar les temptatives de reforma portades a terme per Jaruzelski, i la vaga de 1988 va ser un dels factors que forçà al govern a obrir un diàleg amb Solidaritat.
Entre el 6 de febrer i el 15 d'abril, les converses de 13 grups de treball en 94 sessions, en el qual es conegué com les Converses de la Taula Rodona (polonès: Rozmowy Okrągłego Stołu) van comportar que el PZPR abandonés el poder i alterés radicalment l'espectre polític del país. Les eleccions semilliures de juny van portar la victòria a Solidaritat, que aconseguí un 35% dels escons del Sejm (la Cambra Baixa), però la pràctica totalitat dels escons (tots llevat d'un) al Senat. Els partits satèl·lits dels comunistes, com el Partit Popular Unit i el Partit Democràtic van trencar la seva aliança amb els comunistes i van passar a fer costat a Solidaritat. Sense cap altra opció, Jaruzelski, que havia estat nomenat president al juliol, nomenà un govern de coalició amb Solidaritat, amb Tadeusz Mazowiecki com el primer ministre no comunista al país des de 1948. El 29 de desembre el Parlament esmenà la Constitució per restaurar formalment la democràcia, el mandat de la llei i les llibertats civils. Així s'inicià la Tercera República Polonesa i marcà el final de l'ocupació del poder per part del Partit Comunista. El PZPR finalment es dissolgué el 30 de gener de 1990, i Wałęsa va ser elegit President només onze mesos després.

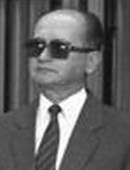
Wojciech Jaruzelski
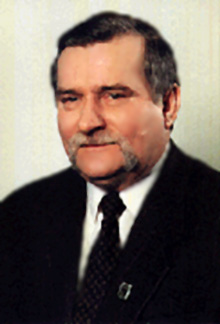
Lech Wałęsa
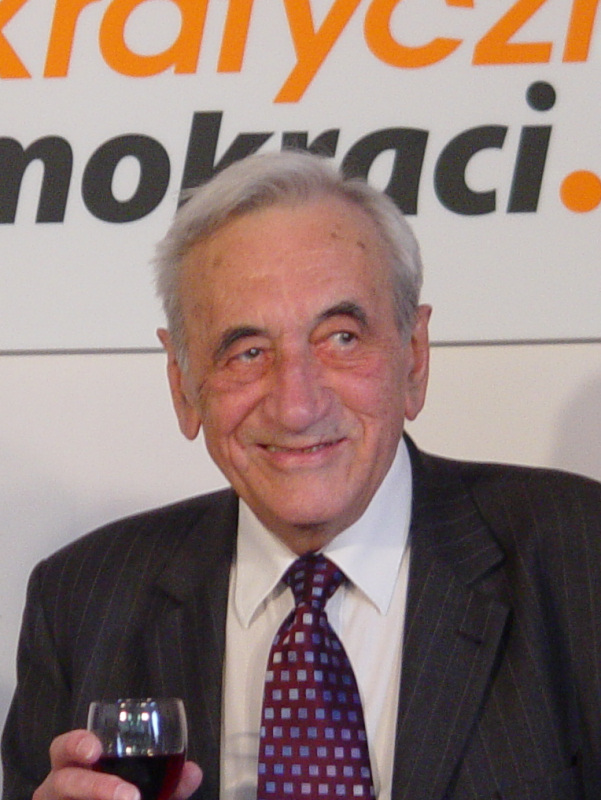
Tadeusz Mazowiecki

## Govern i política

Logo del PZPR

El govern i la política a la República Popular de Polònia va estar dominat pel Partit Obrer Unificat Polonès (Polska Zjednoczona Partia Robotnicza, PZPR). Encara que, si bé parlant estrictament, Polònia no era un país de partit únic a causa de la presència de dos partits minoritaris, el Partit Popular Unit i el Partit Democràtic, sí que és cert que seguia una ideologia comunista, depenent de la Unió Soviètica i sent, de facto, un estat satèl·lit.
Des de 1952, la màxima llei de la República Popular de Polònia va ser la Constitució de la República Popular de Polònia, i el Consell d'Estat Polonès reemplaçà la presidència de Polònia.
Les eleccions se celebraven amb les llistes úniques del Front d'Unitat Nacional.

## Economia

### Primers anys
Polònia va patir unes tremendes pèrdues econòmiques durant la II Guerra Mundial. El 1939, Polònia tenia 35,1 milions d'habitants, però el cens del 14 de febrer de 1946 només comptà 23,9 milions (la diferència també era en part resultat de la revisió de les fronteres). Les pèrdues en recursos nacionals i infraestructura sumaven un 38%. Comparada amb els països de l'Europa Occidental, incloent Alemanya, Polònia encara era un país principalment agrícola. La implementació de ta tasca relativa amb la reconstrucció del país també va estar influenciada per la lluita del nou govern per estabilitzar el poder, dificultant-ho encara més perquè una part considerable de la societat desconfiava del govern comunista; però Polònia estava sota el control soviètic, tan directament (l'Exèrcit Roig, l'NKVD, els camps de concentració soviètics a Polònia, les deportacions a la Unió Soviètica) i indirectament (el NKVD creà la UB, la policia política polonesa).
A mesura que el control dels territoris polonesos passaven de les forces ocupants alemanyes a l'Exèrcit Roig, i de l'Exèrcit Roig als comunistes polonesos, el nou sistema econòmic polonès començà a moure's cap a una economia centralment planificada. Un dels primers grans passos en aquesta direcció va ser la reforma agrícola portada a terme pel govern del PKWN del 6 de setembre de 1944. Totes les parcel·les superiors a 0.5 km² als territoris polonesos de preguerra i superiors a 1 km² als territoris adquirits van ser nacionalitzats sense compensació. En total, 31.000 km² de terra van ser nacionalitzades a Polònia i 5 milions més als territoris adquirits, dels quals 12,000 km² van ser distribuïts als camperols i la resta seguí en mans del govern (la major part d'aquestes terres van ser emprades per la col·lectivització i la creació dels Państwowe Gospodarstwo Rolne (PGR), a imitació dels sovkhozs). No obstant això, la col·lectivització de les granges poloneses no van arribar mai a la mateixa extensió com ho va fer a la Unió Soviètica o en altres països del Bloc Oriental.
police UB).
La nacionalització també començà el 1944, amb el govern prenent el control de les indústries alemanyes als territoris adquirits. Com que la nacionalització no era popular, els comunistes van retardar la reforma de nacionalització fins al 1946, quan després del referèndum "3 cops SI" van assegurar-se que tenien el control absolut del govern i que podien fer front a eventuals protestes públiques. Tot i això, ja el 1944 havia començat una nacionalització semioficial de diverses indústries privades no-alemanyes.
El 1946, totes les empreses de més de 50 treballadors van ser nacionalitzades, sense compensació per als seus propietaris polonesos.
El càstig d'Alemanya per la guerra estava dirigit a incloure unes reparacions a gran escala a Polònia. Però finalment van ser truncades en la insignificança després de la ruptura d'Alemanya a l'est i a l'oest. Polònia va haver de rebre llavors la seva part del GDR. Tanmateix, fins i tot això va ser atenuat, a causa de la pressió soviètica perquè el govern polonès cessés de rebre les reparacions tal com estaven projectades, com a signe "d'amistat" entre dos nous països veïns comunistes i, en aquells moments, amics.
 Així doncs, sense totes les reparacions merescudes i sense accés al Pla Marshall, la recuperació de la Polònia de postguerra va ser molt més dura del que podria haver estat.

### Darrers anys
Durant l'època de Gierek, Polònia s'havia convertit cada cop més en un estat capitalista a causa del seu endeutament monetari. El fet que l'Oest ja no pogués donar més crèdits a Polònia volia dir que els estàndards de vida començaven a caure de nou mentre que el subministrament de béns importats s'aturava; i Polònia va veure's forçada a exporta tot allò que pogué, particularment menjar i carbó per tal d'eixugar el seu gran deute extern, que el 1980 arribava a 23.000 milions de dòlars. El 1978 ja era obvi que, eventualment, el règim hauria d'apujar els preus i arriscar-se a una vaga dels treballadors.
Durant els caòtics anys de Solidaritat i la imposició de la llei marcial, Polònia entrà en una dècada de crisi econòmica, reconeguda oficialment pel règim. El racionament i les cues esdevingueren una forma de vida, amb les cartilles de racionament (Kartki) transformant-se en imprescindibles per adquirir productes bàsics com la llet i el sucre. L'accés als productes de luxe occidentals va quedar cada vegada més restringit, i els governs occidentals aplicaren sancions econòmiques per expressar la seva desaprovació cap a la repressió del règim cap a l'oposició, mentre que al mateix temps el govern havia d'usar la major part de la moneda estrangera que podia obtenir per pagar les taxes asfixiants del seu deute exterior.
En resposta a aquesta situació, el govern, que controlava tot el comerç exterior oficial, continuà mantenint una taxa de canvi artificialment alta amb les divises estrangeres. La taxa de canvi empitjorà les distorsions en l'economia a tot nivell, resultant en un creixent mercat negre i el desenvolupament d'una economia de penúria. L'única manera per un individual per comprar productes occidentals era usar divises occidentals, principalment el dòlar americà, el qual acabà transformant-se en una moneda paral·lela. No obstant això, simplement no es podia canviar als bancs oficials per złotys polonesos, car les taxes de canvi governamentals devaluaven el dòlar i posaven grans restriccions sobre la quantitat que es podia canviar, i així l'única manera pràctica per obtenir-los era mitjançant remeses o treballs fora del país. Com a resultat, emergí tota una indústria de canviadors de diners a les cantonades. Els Cinkciarze donaven als clients un canvi molt més favorables i esdevingueren poderosos pel seu oportunisme, tot i el gran risc de ser castigats, càstig disminuït per la corrupció a gran escala de la policia.

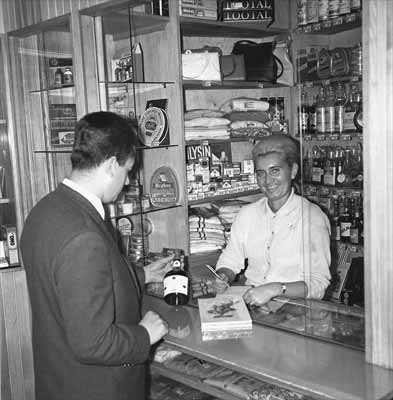
Una botiga Pewex.

Com que els diners entraven al país per aquests canals, el govern intentà adquirir-lo a través de diversos mitjans, el més visible de tots ells establint una cadena de botigues Pewex a totes les ciutats poloneses, a on només es podia comprar mitjançant moneda "forta". Fins i tot introduí el seu propi ersatz (bon en polonès) sobre la moneda nord-americana. Això va fer que les pràctiques financeres al GDR transcorreguessin paral·lelament. Tot això comportà a un estat insà en què el principal determinador de l'estat econòmic era l'accés a les divises fortes. Aquesta situació era totalment incompatible amb qualsevol idea que pogués quedar sobre el socialisme, i van abandonar-se ben aviat.
Enmig d'aquesta situació desesperada, tot el desenvolupament i creixement de l'economia polonesa s'alentí i fins i tot reculà. De manera més visible, els treballs en els principals projectes d'investigació que havien començat a la dècada de 1970 s'aturaren. De resultes, moltes ciutats poloneses mostraven un munt de grans edificis mig construïts que s'anaven degradant. Alguns d'aquest s'acabaren dècades després, com el gratacel Szkieletor de Cracòvia, que mai no s'acabà d'edificar i en el qual es malbarataren un munt de recursos. La inversió polonesa en infraestructura econòmica i desenvolupament tecnològic caigué ràpidament, perdent els possibles guanys que havia pogut fer respecte a les economies occidentals a la dècada de 1970. Per escapar a les pressions constants polítiques i econòmiques durant aquests anys, així com al sentiment de desesperança generalitzat, moltes famílies emigraren a l'Europa Occidental, principalment a l'Alemanya Occidental (Wyjazd na saksy). Durant aquests anys centenars de milers de polonesos abandonaren el país instal·lant-se a l'oest, pocs dels quals tornarien a Polònia després de la caiguda del règim. D'altres marxaren a països que els podien oferir sous en una divisa forta, principalment Líbia i Iraq.
Després d'anys en què la situació anava a pitjor, anys durant els quals el govern socialista provà sense èxit diverses formes de millorar l'economia (entre ells, posaren comissaris militars per dirigir el treball a les fàbriques) acceptaren liberalitzar l'economia. El govern introduí una sèrie de reformes a petita escala, co permetre empreses privades a petita escala. Tot i això, el govern també s'adonà que no estava legitimat per portar a terme reformes a gran escala, que causarien inevitablement dificultats econòmiques per a la major part de la població i desordres socials, car estaven acostumats a la limitada seguretat social que el sistema socialista els oferia. Per exemple, quan el govern proposà tancar les drassanes de Gdańsk, una mesura justificable des d'un punt de vista econòmic, a més de polític, va haver una onada de malestar públic, i el govern va veure's obligat a recular.
L'única manera de portar a terme tots aquests canvis sense problemes socials era aconseguir suport de l'oposició. El govern acceptà la idea d'aconseguir alguna mena d'acord amb l'oposició quan fos necessari, i provà repetidament de trobar nexes en comú durant la dècada de 1980. Però en aquells moments, els socialistes encara creien que podrien mantenir les regnes del poder en el futur, i només permetrien a l'oposició que tingués una participació limitada i a nivell de conseller en la direcció del país. Creien que això seria essencial per tranquil·litzar la Unió Soviètica, la qual no consideraven disposada a acceptar una Polònia no-socialista.

## Geografia

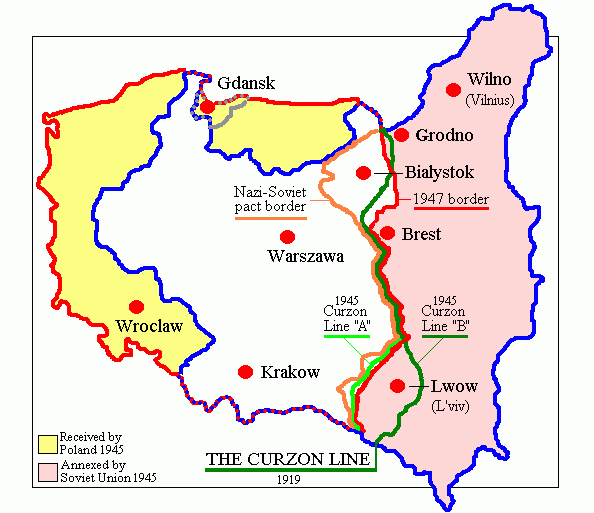
Antigues i noves fronteres poloneses, 1945.

Després de la II Guerra Mundial, les fronteres poloneses tornaren a ser dibuixades, després de la decisió que es va prendre a la Conferència de Teheran el 1943, davant la insistència soviètica: Polònia va perdre 77.000 km² de territori a les regions orientals (Kresy), però adquirint una regió menor però molt més industrialitzada a la línia Oder-Neisse, els anomenats Territoris Reguanyats.
La República Popular de Polònia va ser dividida en diversos voivodats (la unitat polonesa de divisió administrativa). Després de la guerra, les noves divisions administratives es basaven en les de preguerra. Les zones a l'est que no van ser annexionades pels soviètics pràcticament no van veure modificades les seves fronteres. Els nous territoris a l'oest i al nord van ser organitzats en els voivodats de Szczecin, Wrocław i Olsztyn; i parcialment s'uniren als voivodats de Gdańsk, Katowice i Poznań. Dos ciutats van rebre l'estatus de voivodat: Varsòvia i Łódź.
El 1950 es crearen nous voivodats: Koszalin (abans part del voivodat de Szczecin), Opole (abans part del voivodat de Katowice) i Zielona Góra (abans part dels voivodats de Poznań, Wrocław i Szczecin). A més, tres ciutats més van rebre l'estatus de voivodat: Wrocław, Cracòvia i Poznań.
El 1973, els voivodats polonesos tornaren a modificar-se. Aquesta reorganització de la divisió administrativa polonesa era principalment resultat de les lleis de reforma del govern local de 1973 i 1975: en comptes de 3 nivells de divisió administrativa (voivodat, comptat i comú), s'introduí una nova divisió administrativa de només 2 nivells (49 petits voivodats i comuns). Els 3 voivodats menors (Varsòvia, Cracòvia i Łódź) tenien un estatus de voivodat municipal, on el president de la ciutat (el batlle) era també el governador provincial.

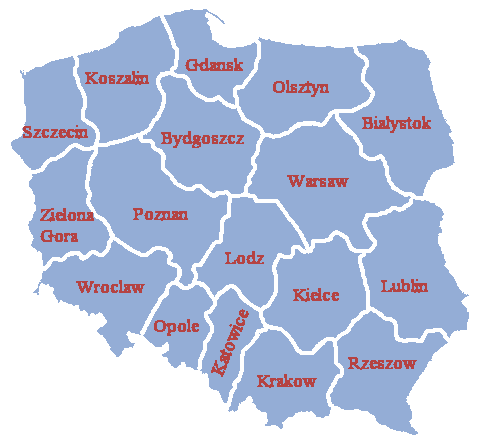
Voivodats polonesos després de 1957).
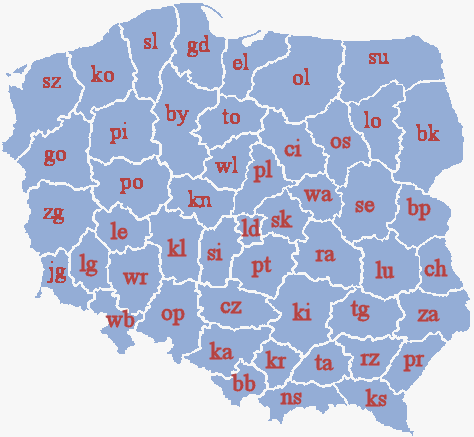
Voivodats polonesos després de 1975).